# Individuation (psykologi)
Individuation (individuations-processen) er et begreb, psykologen Carl Gustav Jung indførte som betegnelse for menneskets udviklingsproces i form af selvvirkeliggørelse.
Formålet med individuationen er, at mennesket skal blive sig selv, at finde ind til sin egen indre personlighedskerne. Det ikke er det samme som at blive selvisk. Mennesker, der gennemgår en individuation, vil typisk blive mere sociale og medmenneskelige. "Individuation lukker ikke verden ude, men ind", siger Jung.
Jeg'ets erfaringer af Selvets helhed er det endelige mål med individuationsprocessen.
Processen kan ofte tage sin begyndelse midt i livet (midtvejskrise eller Lebenswende) og fordrer et langvarigt, aktivt og ikke altid behageligt arbejde. Impulsen til at starte en sådan proces kan være følelsen af at have "mistet sig selv" eller angst og forvirring i hverdagen.
I løbet af individuationsprocessen vil personens Jeg blive konfronteret med psykens forskellige sider: personaen, skyggen, modsatkønnetheden, arketyperne til en kontakt med eller erfaring af Selvet.
En måde at arbejde med denne proces kan være gennem analyse af ens drømme.